# Keene (Texas)
Pour les articles homonymes, voir Keene.
Keene est une ville du comté de Johnson, au Texas, aux États-Unis.

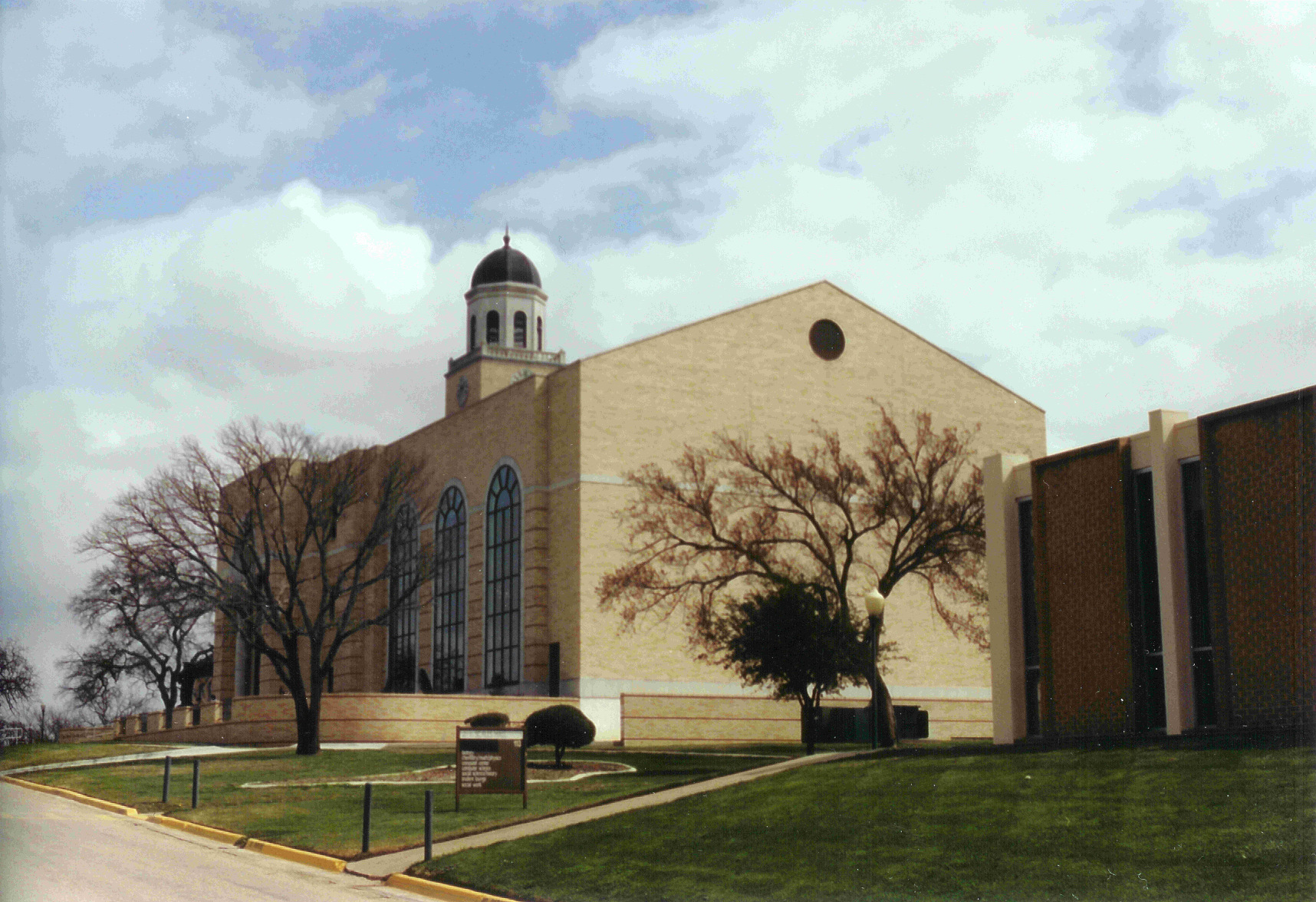
La bibliothèque du centenaire de Chan Shun à l'Université adventiste du sud-ouest